# Senzor de mișcare

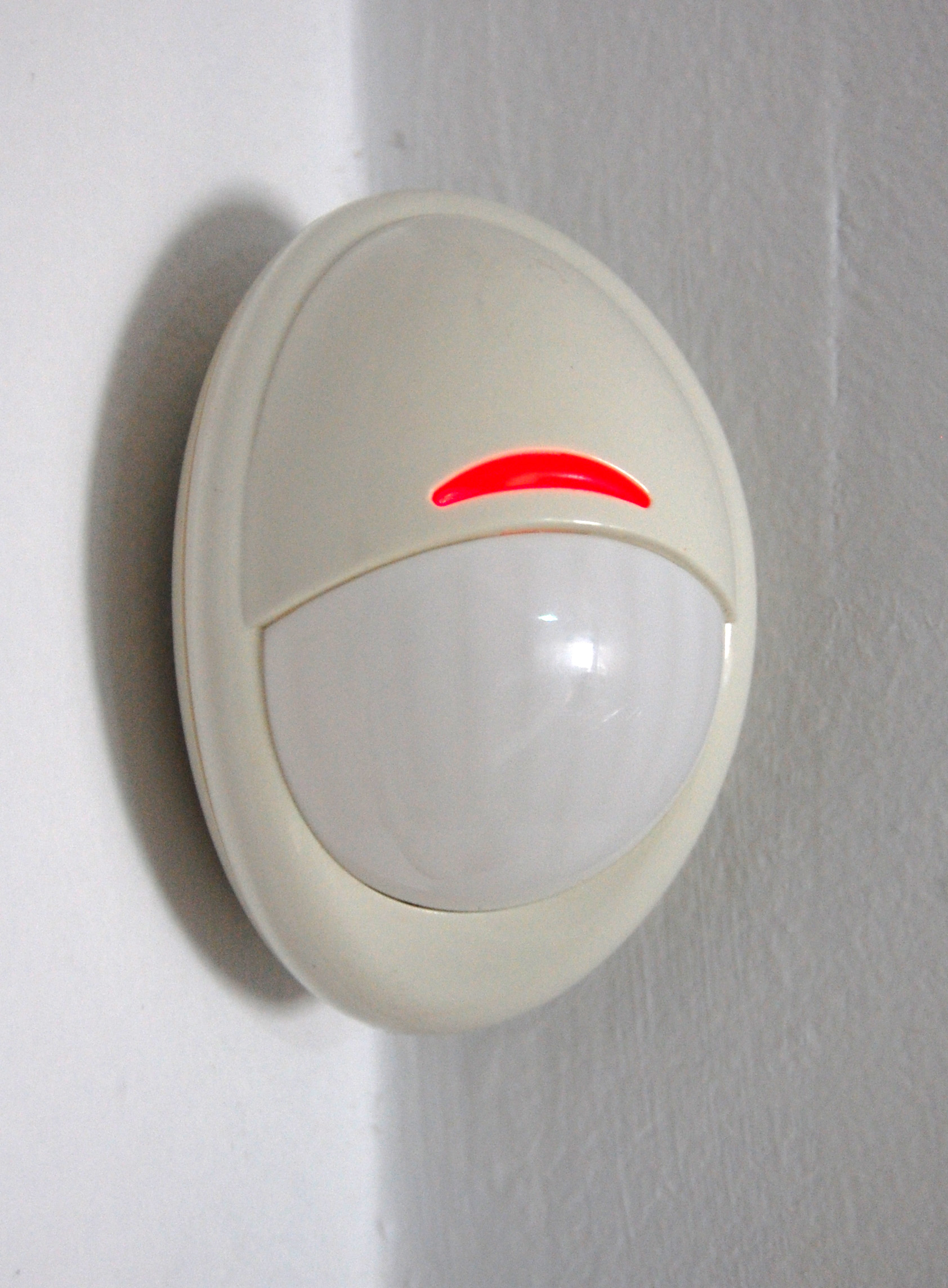
Senzorii de mișcare

Senzorii de mișcare sunt o componentă tehnică care poate determina calitatea sau mai degrabă cantitatea măsurată a proprietăților fizice și chimice cum ar fi: temperatura, radiațiile termice, umiditatea, presiune, sunetul și luminozitatea. Aceste măsuri sunt convertite în semnale electrice. Primii  senzori funcționali au fost utilizați în industria armamentului.
În prezent senzorii de mișcare sunt utilizați frecvent si cei mai raspanditi sunt cei in sistemele anti efractie, și pot fi montați de la ușile de la supermarket până la magazinul din benzinării. Senzorii de mișcare fac viața mai ușoară persoanelor care nu pot deschide o ușa de asemenea senzorii de mișcare asigură securitatea casei prin detectarea mișcării și aprinderea luminii de exemplu.

## Cronologia senzorilor de mișcare

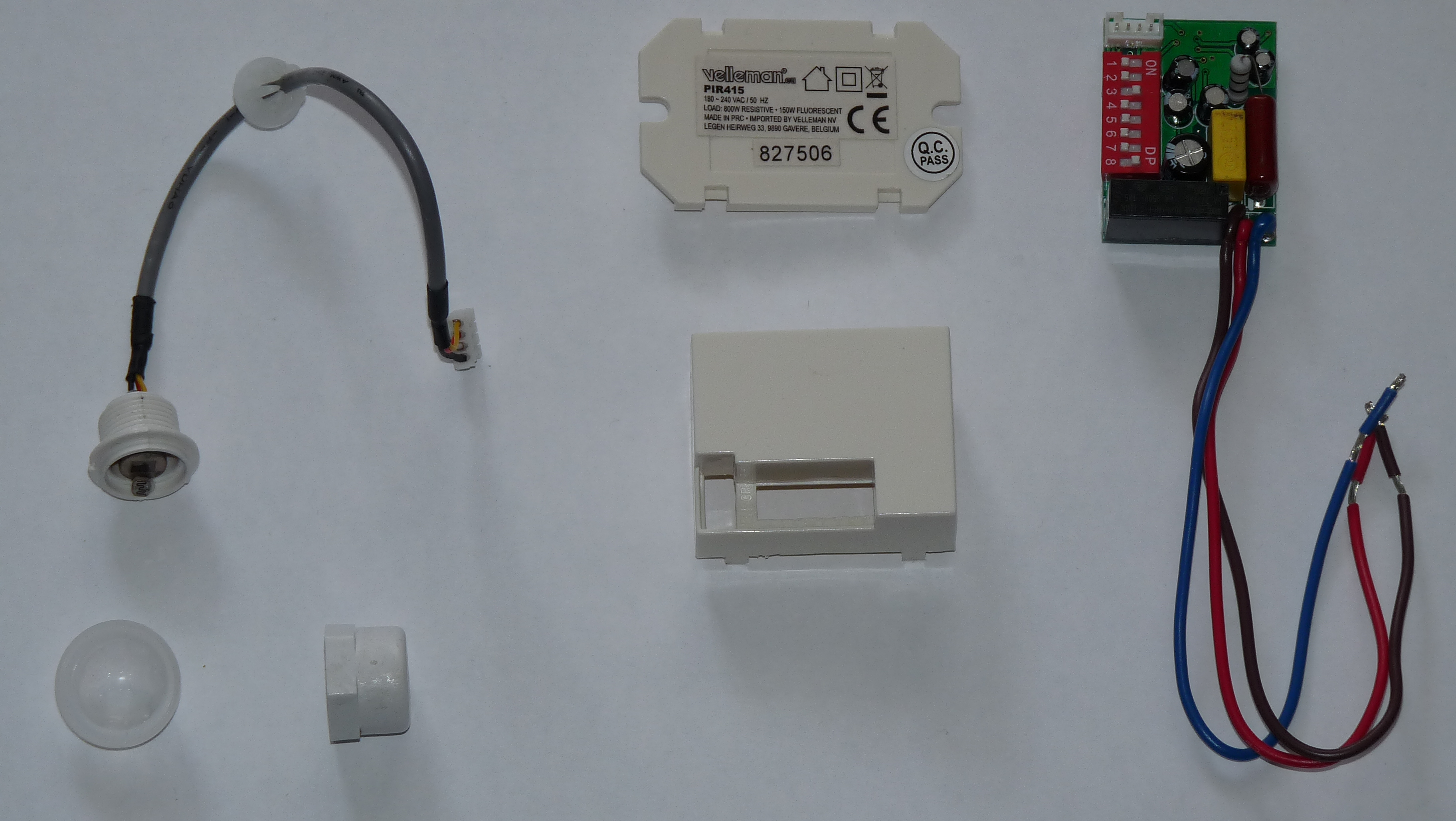

- 1987 – primul senzor de lumină din lume realizat de Steinel;
- 1988 – primul detector de mișcare realizat de Steinel;
- 1994 – un nou senzor de mișcare pentru controlul luminii în funcție de luminozitatea ambientală;
- 1995 – introducerea senzorului bazat pe semiconductori;
- 1996 – introducerea tehnologiei cu microprocesor pentru a emite semnale precise;
- 2000 – primul senzor de mișcare radar (de înaltă frecvență) pentru controlul luminilor;
- 2004 – apariția senzorului miniatură cu patru piro-detectori și microprocesor pentru control;
- 2006 - sensIQ  - cel mai avansat senzor de mișcare pentru aplicații profesionale de înaltă precizie optică;
- 2007 – aniversare 20 de ani de la apariția primului senzor de mișcare.

## Funcții

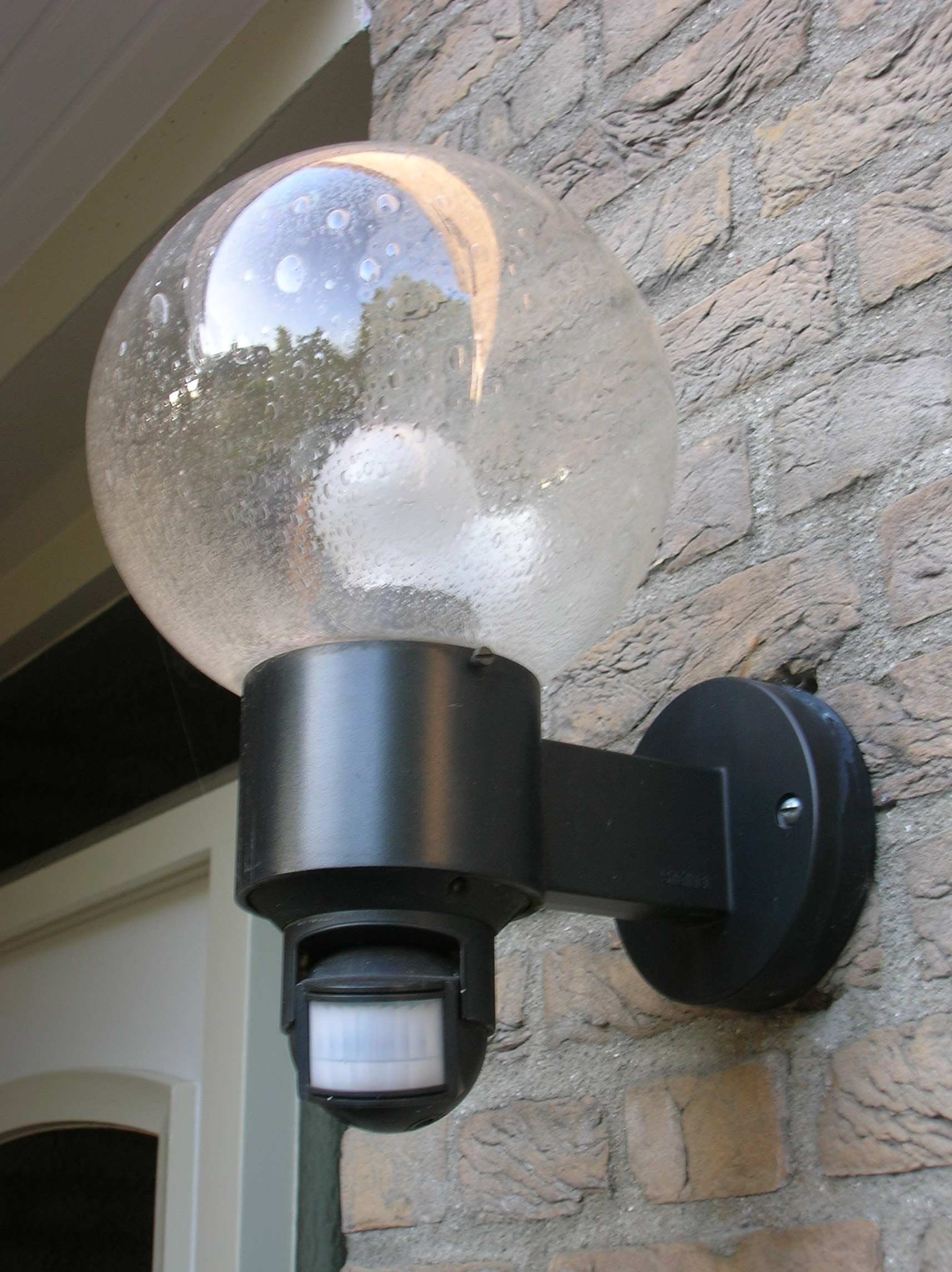

Un senzor de mișcare electronic sau un detector care conține un senzor de mișcare, transformă mișcare în semnal electronic atunci când este detectată mișcarea. Acest lucru este posibil atunci când în câmpul vizual al senzorului intervine mișcare. 
Senzorii de mișcare electronici pot fi conectați la sistemele de alarma. Aceste alarme sunt utilizate pentru a alerta proprietarul că în interiorul sau exteriorul casei a fost detectată mișcare. În unele cazuri alarmele pe bază de senzori pot fi setate ca în mod automat să apeleze la o firma de securitate.

## Tipuri de senzori de mișcare
În prezent pentru controlul instalatiilor de iluminare se utilizeaza doua tipuri de senzori. Acești senzori pentru controlul inteligent al luminilor din locuinta sunt:
- senzor de mișcare radar (de înaltă frecvență)
- senzor de mișcare infraroșu pasiv (PIR)

Senzorul de mișcare radar (de înaltă frecvență) măsoară reflexia obiectelor aflate în mișcare, după ce trimite impulsuri cu microunde.
Senzorul de mișcare cu infraroșu pasiv (PIR-passive infra red) detectează căldura corpului.

## Cum funcționează senzorul de mișcare cu infraroșu?

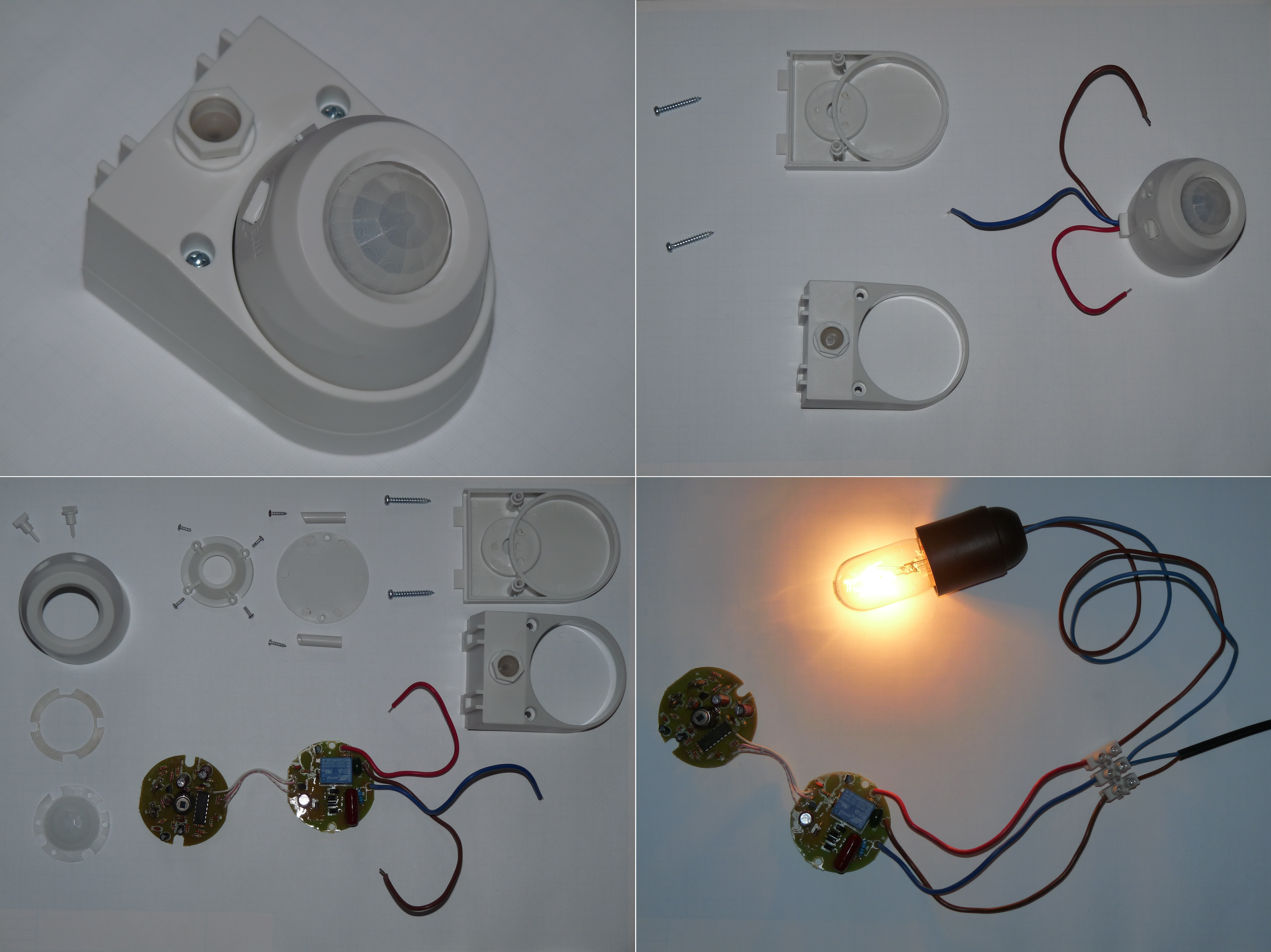
PIR

Principiu: senzorul infraroșu reacționează la căldura corpului emisă de oamenii aflați în mișcare. De exemplu lumina se va aprinde când senzorul sesizează mișcare și se va stinge după o anumita perioadă care poate fi pre-setată.
Funcționare: orice corp care are o temperatură mai mare de zero absolut emite radiații electromagnetice. Corpul uman emite radiații de căldura aflate în spectrul infraroșu. Așa numitul senzor infraroșu detectează fluctuațiile minime de radiații de căldură emise de corpul uman. Lentilele segmentate ale detectorul infraroșu împart raza de detecție în zone. Sursele care emit radiații infraroșu și se deplasează între aceste zone se înregistrează ca fluctuații în spectrul infraroșu și se utilizează pentru controlul luminilor sau pentru orice altă funcție electrică. Acești senzori au un timp pre-setat pentru a ține lumina aprinsă, chiar dacă nu mai este detectată mișcare.

## Cum funcționeaza senzorul de mișcare radar?

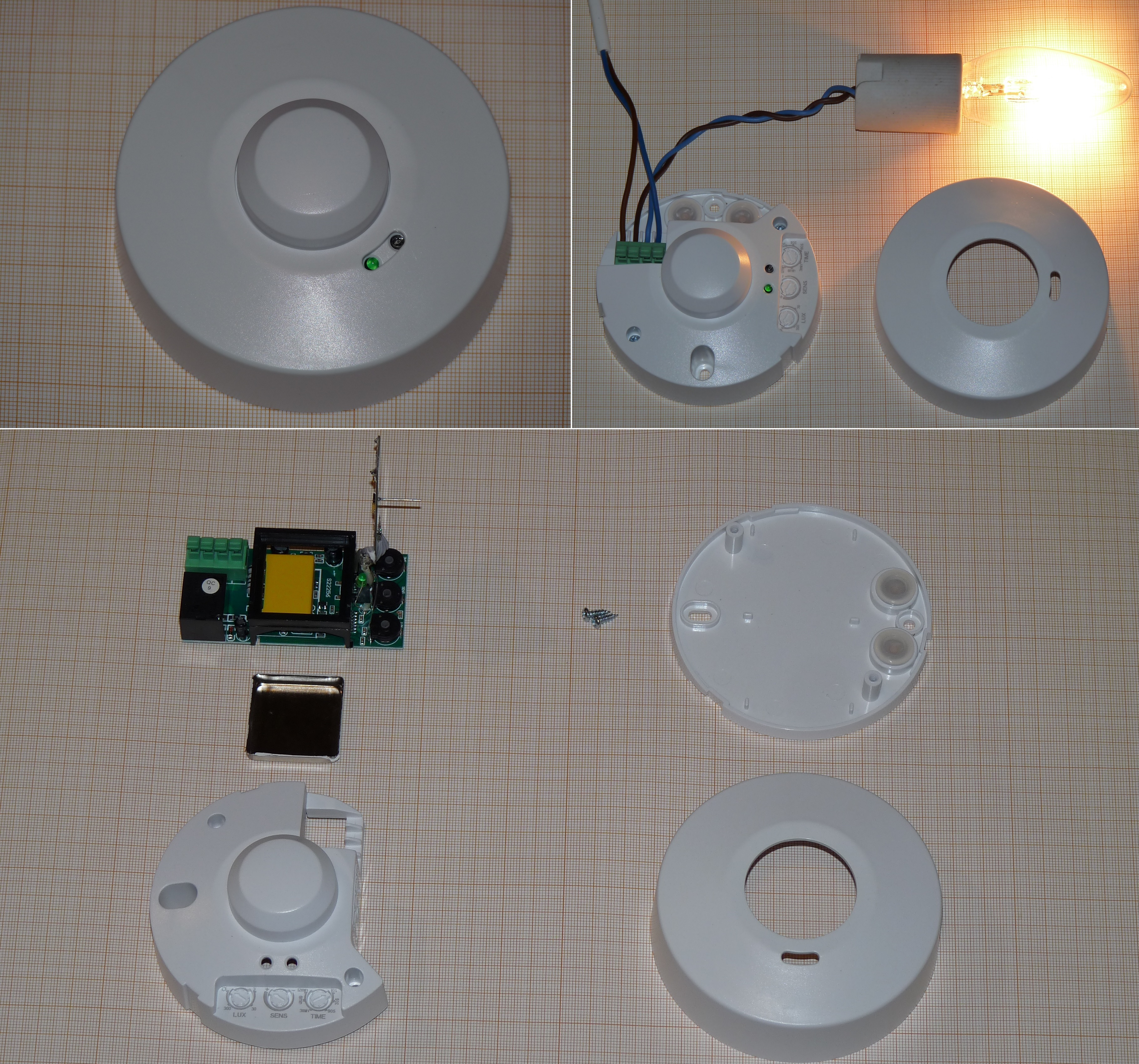
microunde

Undele electromagnetice cuprinse între 10 kiloherți până la 300 gigaherți sunt numite unde electomagnetice de înaltă frcventa. În viața de zi cu zi undele de înaltă frecvență sunt utilizate de telefoanele mobile, stațiile de emisie și de radarele navale. Raza de acțiune a undelor de înaltă frecvență variază între 1 mm la 30 km.  Senzorul de mișcare radar (de înaltă frecvență) emite semnale sonore de înaltă frecvență imperceptibile în mediul înconjurător și analizează ecoul primit din mediu. Spre deosebire de senzorul infraroșu pasiv, senzorul de înaltă frecvență se poate ascunde în spatele paravanelor sau în spatele sticlei decorative a lămpilor de iluminat.

## Utilizare senzori de mișcare
Senzorii de mișcare își găsesc utilizare în instalațiile de iluminat. Iluminatul cu senzor de mișcare este o tehnologie relativ nouă. Pentru iluminatul cu senzori de utilizează senzor de mișcare infraroșu pasiv sau senzor de mișcare radar. Senzorii de mișcare cu infraroșu se utilizează pentru iluminatul exterior fiind mai puțin sensibili la mișcare cum ar fi mișcarea animelelor mici. Senzorii de mișcare de înaltă frecvență își găsesc întrebuințare în iluminatul interior, lumina aprinzându-se la orice mișcare care se afla în raza de acțiune a senzorului. Senzorii radar se activează nu numai la mișcările omului ci și la mișcările obiectelor ca de exemplu ieșirea din imprimantă a unei coli sau la adierea vântului.